# Doppeldaumen

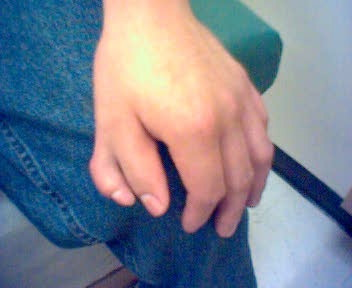
Doppeldaumen an der linken Hand

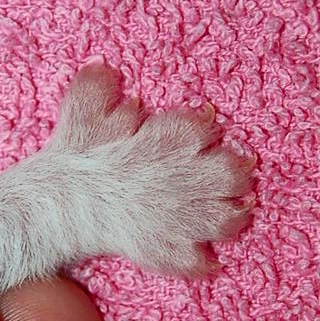
Doppeldaumen an der rechten Vorderpfote einer Katze

Der Doppeldaumen (Synonyme: radiale Polydaktylie, akzessorischer Daumen) ist die häufigste Fehlbildung der menschlichen Hand. Es handelt sich hierbei um eine Unterform der Polydaktylie, die wiederum den numerischen Hand-Fehlbildungen zugeordnet wird. Ein Doppeldaumen tritt meist isoliert auf, kann aber auch im Rahmen eines Syndroms mit weiteren Fehlbildungen zu finden sein.

## Klinik
Das Erscheinungsbild des Doppeldaumens ist sehr variabel und reicht von einer leichten Verbreiterung des Daumenendgliedes bis hin zur Ausbildung zweier oder sogar mehrerer Daumen. Das Spektrum möglicher Ausprägungen des zusätzlichen Daumens erstreckt sich von einem kleinen funktionslosen Anhängsel bis hin zu einem vollständig ausgebildeten, funktionsfähigen Daumen mit allen zugehörigen anatomischen Strukturen wie Sehnen und Muskeln. Der akzessorische Daumen kann zwei oder auch drei Glieder haben (Triphalangealer Daumen).

## Klassifikation
Am weitesten verbreitet ist die von Wassel 1969 publizierte und nach ihm benannte Klassifikation. Voraussetzung für die korrekte Einteilung ist die Anfertigung eines Röntgenbildes.
| Typ | Fehlbildung                                                                                  | Häufigkeit |
| --- | -------------------------------------------------------------------------------------------- | ---------- |
| I   | Endglied gegabelt                                                                            | 02 %       |
| II  | Endglied doppelt angelegt                                                                    | 15 %       |
| III | Grundglied gegabelt, Endglied doppelt angelegt                                               | 06 %       |
| IV  | Grundglied und Endglied doppelt angelegt                                                     | 43 %       |
| V   | Metakarpale gegabelt, Grund- und Endglied doppelt angelegt                                   | 10 %       |
| VI  | Metakarpale, Grund- und Endglied doppelt angelegt                                            | 04 %       |
| VII | Radiale Polydaktylie mit dreigliedrigem Daumen (Metakarpale I solitär oder doppelt angelegt) | 20 %       |

Tuch (1977), Wood (1978) sowie Horii et al. (1997) publizierten Modifikationen der Wassel-Klassifikation unter Berücksichtigung von Form, Anzahl der Glieder und Art der Verbindung beider Daumen. Die aktuelle Modifikation stellten Zuidam et al. 2008 vor, die insbesondere auch dreigliedrige und hypoplastische Daumenstrahlen sowie Dreifachdaumen berücksichtigt.

## Therapie
Die Behandlung des Doppeldaumens erfolgt ausschließlich operativ und dient der Funktionsverbesserung und der Ästhetik. Das beste Alter für eine Operation ist der Zeitraum zwischen dem 8. und dem 12. Lebensmonat. Hierbei wird der kleiner ausgebildete (hypoplastische) und speichenseitig (radial) liegende Daumen abgetragen. Einen Sonderfall stellt der Typ V nach Wassel dar. Bei diesem ist in der Regel die Verbindung des hypoplastischen, akzessorischen Daumenstrahls zur Handwurzel besser ausgeprägt als die des ellenseitigen, jedoch gut ausgeformten Daumenstrahls. Deshalb wird hier nach Entfernen des speichenseitigen Daumens der ellenseitige Daumen auf die speichenseitige Metakarpale-Basis versetzt.
Abhängig von der Art des Doppeldaumens können zusätzlich zum Abtragen des akzessorischen Daumens eine Reihe weiterer Korrekturen erforderlich sein, wie eine Verschmälerung des Knochens, Rekonstruktion des Seitenbandes, Fixation mittels Kirschnerdraht, Verlagern der Strecksehne vom akzessorischen auf den verbleibenden Daumen, Reinsertion abgelöster Daumenballenmuskulatur, knöcherne Korrektur bei Vorliegen einer Achsabweichung, Z-, Rotations- oder Schwenklappen-Plastik bei zu engem erstem Zwischenfingerraum.
Sind beide Daumen gleich groß und hypoplastisch, so besteht die Indikation zur Bilhaut-Cloquet-Operation. Hierbei wird das zwischen den beiden Daumen liegende Drittel entnommen und die Knochen und Weichteile beider mittels Cerclagen und Nähten zu einem neuen Daumen vereint. Wichtig sind hier vor allem ein stufenfreies Aneinandersetzen der Gelenkflächen und die mikrochirurgische Naht von Nagelfalz und Nagelbett.
Liegt ein dreigliedriger Daumen vor, so wird das überzählige Fingerglied (Mittelglied) entnommen. Liegt ein äußerst seltener Dreifachdaumen vor, so wird der am besten ausgeprägte Daumen verwendet und die anderen beiden entfernt.

## Komplikationen
Mögliche Komplikationen nach Operation einer radialen Polydaktylie sind Bewegungseinschränkung und/oder Achsabweichung des verbleibenden Daumens, Gelenkinstabilität und Nageldeformierung. Eine Bewegungseinschränkung des Daumens nach Operation kann auch auf einer im Zuge der Fehlbildung bestehenden Dysplasie des Daumensattelgelenkes beruhen. In vielen Fällen sind weitere Korrekturoperationen erforderlich.